# Station Morastrand
Station Morastrand is een spoorwegstation in de Zweedse plaats Mora. Het station werd geopend in 1900 en ligt aan de Dalabanan, Inlandsbanan en Älvdalsbanan. Alleen op de laatste twee genoemde lijnen wordt nog personenvervoer uitgevoerd, voor beide lijnen is Morastrand het eindstation. Het station ligt in het centrum van de plaats, station Mora ligt slechts één kilometer naar het noordoosten.

## Verbindingen
| Serie | Treinsoort       | Route                                                                                  | Bijzonderheden |
| ----- | ---------------- | -------------------------------------------------------------------------------------- | -------------- |
| 50    | Stoptrein (TÅGK) | Morastrand – Mora – Rättvik – Tällberg – Leksand – Insjön – Gagnef – Djurås – Borlänge |                |